# Полски-Трымбеш
Полски-Трымбеш (болг. Полски Тръмбеш) — город в Болгарии. Находится в Великотырновской области, входит в общину Полски-Трымбеш. Население составляет 4 766 человек.

## Политическая ситуация
Кмет (мэр) общины Полски-Трымбеш — Георги Александров Чакыров (независимый) по результатам выборов в правление общины.

## Известные уроженцы
- Веселин Маринов (род. 1961) — болгарский эстрадный певец.